# Battles Wharf
Battles Wharf, anteriormente conocido como Yarborough, Dadeville, Battles y Narcissus, es una comunidad no incorporada en el condado de Baldwin, Alabama, Estados Unidos.

## Historia
La comunidad de Battles Wharf ha sufrido varios cambios de nombre. Originalmente se conocía como Yarborough, posiblemente en honor a una familia local. Luego, el nombre se cambió a Dadeville para honrar a R.R Dade. Más tarde, el nombre cambió a Battles, pero debido a que otra comunidad en Alabama tenía un nombre similar, pasó a llamarse Narcissus, en honor a la figura de la mitología griega. Finalmente, la comunidad se hizo conocida como Battles Wharf. Una oficina de correos operó con el nombre de Battles desde 1875 hasta 1903, con el nombre de Narcissus desde 1903 hasta 1904, y con el nombre de Battles Wharf desde 1904 hasta 1961.